# Yohkoh
Yohkoh (ようこう rayo de sol en japonés), también conocido como SOLAR-A, fue una misión solar del Institute of Space and Astronautical Science (ISAS) de Japón en colaboración con los Estados Unidos y el Reino Unido. Fue lanzada a una órbita terrestre casi circular el 30 de agosto de 1991 por un cohete M-3S-5 desde el Centro Espacial de Kagoshima.
Llevaba cuatro instrumentos a bordo:
- Soft X-ray Telescope (SXT)
- Hard X-ray Telescope (HXT)
- Bragg Crystal Spectrometer (BCS)
- Wide Band Spectrometer (WBS)

Durante la década de 1990, fue el único telescopio de rayos X que monitorizaba la actividad solar, y que observó el ciclo entero de las manchas solares.
La misión terminó tras entrar en modo seguro durante un eclipse anular el 14 de diciembre de 2001, ya que la sonda perdió su orientación hacia el Sol. En ese momento la sonda no podía comunicar con los controladores de Tierra, luego no pudo ser reorientada. Los paneles solares dejaron de recibir radiación directa del Sol y las baterías se agotaron.
El 12 de septiembre de 2005 a las 6:16 JST, la sonda ardió en la atmósfera sobre el sur de Asia durante su reentrada.